# Thunderbird Classic 1978
Il Thunderbird Classic 1978 è stato un torneo di tennis giocato sul cemento. È stata l'8ª edizione del torneo, che fa parte del WTA Tour 1978. Si è giocato a Phoenix negli USA, dal 2 all'8 ottobre 1978.

## Campionesse

### Singolare
Martina Navrátilová ha battuto in finale  Tracy Austin con il punteggio di 6–4, 6–2

### Doppio
Tracy Austin /  Betty Stöve hanno battuto in finale  Martina Navrátilová /  Anne Smith con il punteggio di 6–4, 6–7, 6–2